# Sielbektal, Kreuzkamper Seenlandschaft und umliegende Wälder
Sielbektal, Kreuzkamper Seenlandschaft und umliegende Wälder ist der Name eines 2015 errichteten Naturschutzgebietes. Es liegt in der Gemeinde Ratekau im Kreis Ostholstein in Schleswig-Holstein.
Das Naturschutzgebiet ist im Nordwesten und Nordosten geprägt durch die beiden historischen Waldstandorte Hohelieth und Beutz mit standortgemäßen naturnahen, zum Teil alten Buchen- und Buchenmischwäldern. Zwischen den beiden Wäldern erstreckt sich das weite, beinahe vollständig extensiv beweidete Sielbektal mit Feucht- bis Nasswiesen, Sümpfen, Übergangsmooren, Erlen- und Weidenbrüchen mit Kleingewässern. Auf den mehr oder weniger steilen Hanglagen sind Magerrasen und saumförmige Staudenfluren mager-trockener Standorte ausgebildet. Benannt ist das Naturschutzgebiet nach dem Bach Sielbek, der in Sereetz an der alten Travemünder Landstraße entspringt, durch zwei Seen fließt und schließlich in einen Altarm der Schwartau mündet. Bis ins 20. Jahrhundert wurde der Bach für eine Sereetzer Wassermühle genutzt. Inzwischen wird er an einigen Stellen durch Rohre geleitet.
Die Waldflächen des neuen Naturschutzgebietes befinden sich im Eigentum der Landesforsten Schleswig-Holstein, die landwirtschaftlich genutzten Flächen im Eigentum der Stiftung Naturschutz Schleswig-Holstein, des Umweltschutzvereins Sereetz, der Gemeinde Ratekau sowie mehrerer privater Eigentümer. Seit 2014 ist der Wald Beutz als Naturwald ausgewiesen und der forstwirtschaftlichen Nutzung entzogen.